# Japán az 1952. évi nyári olimpiai játékokon
Japán a finnországi Helsinkiben megrendezett 1952. évi nyári olimpiai játékok egyik részt vevő nemzete volt. Az országot az olimpián 13 sportágban 69 sportoló képviselte, akik összesen 9 érmet szereztek.

## Érmesek
| Érem  | Versenyző                                                      | Sportág  | Versenyszám                |
| ----- | -------------------------------------------------------------- | -------- | -------------------------- |
| Arany | Isii Sóhacsi                                                   | Birkózás | Szabadfogás, 57 kg         |
| Ezüst | Kitano Júsú                                                    | Birkózás | Szabadfogás, 52 kg         |
| Ezüst | Takemoto Maszao                                                | Torna    | Férfi ugrás                |
| Ezüst | Ueszako Tadao                                                  | Torna    | Férfi talaj                |
| Ezüst | Hasizume Siró                                                  | Úszás    | Férfi 1500 m gyors         |
| Ezüst | Szuzuki Hirosi                                                 | Úszás    | Férfi 100 m gyors          |
| Ezüst | Szuzuki Hirosi Hamagucsi Josihiro Gotó Tóru Tanikava Teidzsiró | Úszás    | Férfi 4 × 200 m gyorsváltó |
| Bronz | Ono Takasi                                                     | Torna    | Férfi ugrás                |
| Bronz | Ueszako Tadao                                                  | Torna    | Férfi ugrás                |

## Atlétika
Férfi
| Versenyző                                                      | Versenyszám     | Előfutam | Előfutam | Előfutam | Negyeddöntő | Negyeddöntő | Negyeddöntő | Elődöntő | Elődöntő | Elődöntő | Döntő         | Döntő         |
| Versenyző                                                      | Versenyszám     | Idő      | Hely.    | Össz.    | Idő         | Hely.       | Össz.       | Idő      | Hely.    | Össz.    | Idő           | Helyezés      |
| -------------------------------------------------------------- | --------------- | -------- | -------- | -------- | ----------- | ----------- | ----------- | -------- | -------- | -------- | ------------- | ------------- |
| Tadzsima Maszadzsi                                             | 100 m           | 11,29    | 6.       | 44.*     | kiesett     | kiesett     | kiesett     | kiesett  | kiesett  | kiesett  | kiesett       | kiesett       |
| Hoszoda Tomio                                                  | 100 m           | 11,14    | 2.       | 28.      | 11,03       | 4.          | 16.         | kiesett  | kiesett  | kiesett  | kiesett       | kiesett       |
| Hoszoda Tomio                                                  | 200 m           | 22,36    | 2.       | 31.      | 22,49       | 6.          | 30.         | kiesett  | kiesett  | kiesett  | kiesett       | kiesett       |
| Matoba Dzsunkicsi                                              | 400 m           | 49,57    | 3.       | 43.      | kiesett     | kiesett     | kiesett     | kiesett  | kiesett  | kiesett  | kiesett       | kiesett       |
| Muroja Jositaka                                                | 800 m           | 1:54,0   | 4.       | 20.      |             |             |             | kiesett  | kiesett  | kiesett  | kiesett       | kiesett       |
| Inoue Oszamu                                                   | 5000 m          | 14:59,0  | 12.      | 34.      |             |             |             |          |          |          | kiesett       | kiesett       |
| Kinami Micsitaka                                               | 110 m gát       | 15,31    | 3.       | 18.      |             |             |             | kiesett  | kiesett  | kiesett  | kiesett       | kiesett       |
| Okano Eitaró                                                   | 400 m gát       | 54,42    | 3.       | 15.      | 54,42       | 6.          | 20.         | kiesett  | kiesett  | kiesett  | kiesett       | kiesett       |
| Takahasi Szuszumu                                              | 3000 m akadály  | 9:21,6   | 9.       | 20.      |             |             |             |          |          |          | kiesett       | kiesett       |
| Nisida Kacuo                                                   | Maraton         |          |          |          |             |             |             |          |          |          | 2:36:19,0     | 25.           |
| Ucsikava Jositaka                                              | Maraton         |          |          |          |             |             |             |          |          |          | nem ért célba | nem ért célba |
| Jamada Keizó                                                   | Maraton         |          |          |          |             |             |             |          |          |          | 2:38:11,2     | 26.           |
| Matoba Dzsunkicsi Okano Eitaró Jamamoto Hirosi Muroja Jositaka | 4 × 400 m váltó | 3:20,55  | 7.       | 17.      |             |             |             |          |          |          | kiesett       | kiesett       |

| Versenyző          | Versenyszám | Selejtező | Selejtező | Döntő    | Döntő    |
| Versenyző          | Versenyszám | Eredmény  | Helyezés  | Eredmény | Helyezés |
| ------------------ | ----------- | --------- | --------- | -------- | -------- |
| Szavada Bunkicsi   | Rúdugrás    | 400 cm    | 18.       | 420 cm   | 6.       |
| Tadzsima Maszadzsi | Távolugrás  | 713 cm    | 8.        | 700 cm   | 10.      |
| Haszegava Keizó    | Hármasugrás | 14,39 m   | 20.       | kiesett  | kiesett  |
| Iimuro Josio       | Hármasugrás | 14,81 m   | 6.        | 14,99 cm | 6.       |
| Jamamoto Tadasi    | Hármasugrás | 14,60 m   | 12.       | 14,57 cm | 14.      |

Női
| Versenyző      | Versenyszám | Előfutam | Előfutam | Előfutam | Negyeddöntő | Negyeddöntő | Negyeddöntő | Elődöntő | Elődöntő | Elődöntő | Döntő   | Döntő    |
| Versenyző      | Versenyszám | Idő      | Hely.    | Össz.    | Idő         | Hely.       | Össz.       | Idő      | Hely.    | Össz.    | Idő     | Helyezés |
| -------------- | ----------- | -------- | -------- | -------- | ----------- | ----------- | ----------- | -------- | -------- | -------- | ------- | -------- |
| Josikava Ajako | 100 m       | 13,00    | 5.       | 42.      | kiesett     | kiesett     | kiesett     | kiesett  | kiesett  | kiesett  | kiesett | kiesett  |
| Mijasita Mijo  | 80 m gát    | 12,06    | 3.       | 19.      |             |             |             | kiesett  | kiesett  | kiesett  | kiesett | kiesett  |

| Versenyző          | Versenyszám   | Selejtező | Selejtező | Döntő    | Döntő    |
| Versenyző          | Versenyszám   | Eredmény  | Helyezés  | Eredmény | Helyezés |
| ------------------ | ------------- | --------- | --------- | -------- | -------- |
| Josikava Ajako     | Távolugrás    | 534 cm    | 22.*      | 554 cm   | 16.      |
| Nakamura-Josino Ko | Diszkoszvetés | 39,75 m   | 8.        | 43,81 cm | 4.       |

* - egy másik versenyzővel azonos időt/eredményt ért el

## Birkózás
Szabadfogású
| Versenyző          | Versenyszám | 1. forduló                        | 2. forduló                               | 3. forduló                  | 4. forduló                     | 5. forduló                  | 6. forduló                       | 7. forduló                    | 8. forduló        | Helyezés |
| Versenyző          | Versenyszám | Ellenfél Eredmény                 | Ellenfél Eredmény                        | Ellenfél Eredmény           | Ellenfél Eredmény              | Ellenfél Eredmény           | Ellenfél Eredmény                | Ellenfél Eredmény             | Ellenfél Eredmény | Helyezés |
| ------------------ | ----------- | --------------------------------- | ---------------------------------------- | --------------------------- | ------------------------------ | --------------------------- | -------------------------------- | ----------------------------- | ----------------- | -------- |
| Kitano Júsú        | 52 kg       | Rolf Johansson (SWE) · 3-0        | Mohamed Abdel Hamid El-Ward (EGY) · 7:20 | Rodolfo Dávila (MEX) · 4:30 | Louis Baise (RSA) · 10:15      | Hasan Gemici (TUR) · 0-3    | Mahmoud Mollaghasemi (IRI) · 3-0 |                               |                   |          |
| Isii Sóhacsi       | 57 kg       | Tauno Jaskari (FIN) · 3-0         | Ken Irvine (GBR) · 7:35                  | Cemil Sarıbacak (TUR) · 3-0 | Ferdinand Schmitz (GER) · 2-1  | Edvin Vesterby (SWE) · 3-0  | Khashaba Jhadav (IND) · 3-0      | Rashid Mamedbekov (URS) · 3-0 |                   |          |
| Tominaga Riszaburó | 62 kg       | Marco Antonio Girón (GUA) · 1:20  | Rauno Mäkinen (FIN) · 8:32               | Armand Bernard (CAN) · 6:40 | Hoffmann Géza (HUN) · 3-0      | Nászer Givehcsi (IRI) · 1-2 | kiesett                          | kiesett                       | kiesett           | 5.       |
| Simotori Takeo     | 67 kg       | Bjørn Larsson (NOR) · 3-0         | Mohamed Badr (EGY) · 3-0                 | Dick Garrard (AUS) · 3-0    | Olle Anderberg (SWE) · 9:15    | kiesett                     | kiesett                          | kiesett                       | kiesett           | 6.       |
| Jamazaki Cugio     | 73 kg       | Jean-Baptiste Leclerc (FRA) · 2-1 | Don Irvine (GBR) · 3-0                   | Cyril Martin (RSA) · 2-1    | Abdollah Mojtabavi (IRI) · 0-3 | kiesett                     | kiesett                          | kiesett                       |                   | 5.       |

## Evezés
| Versenyző                                                            | Versenyszám      | Előfutam | Előfutam | Vigaszág | Vigaszág | Elődöntő | Elődöntő | Vigaszág | Vigaszág | Döntő   | Döntő   |
| Versenyző                                                            | Versenyszám      | Idő      | Hely.    | Idő      | Hely.    | Típus    | Idő      | Hely.    | Típus    | Idő     | Hely.   |
| -------------------------------------------------------------------- | ---------------- | -------- | -------- | -------- | -------- | -------- | -------- | -------- | -------- | ------- | ------- |
| Macuo Kószuke Gotó Rjúdzsi Kanda Kazuo Takeucsi Tosija Kogure Tamacu | Kormányos négyes | 7:29,8   | 4.       | 7:13,9   | 3.       | kiesett  | kiesett  | kiesett  | kiesett  | kiesett | kiesett |

## Kerékpározás

### Országúti kerékpározás
| Versenyző                                                     | Versenyszám | Eredmény      | Helyezés      |
| ------------------------------------------------------------- | ----------- | ------------- | ------------- |
| Csikanari Tamocu                                              | Egyéni      | kizárták      | kizárták      |
| Kató Tadasi                                                   | Egyéni      | nem ért célba | nem ért célba |
| Tadzsima Maszazumi                                            | Egyéni      | nem ért célba | nem ért célba |
| Tomioka Kihei                                                 | Egyéni      | nem ért célba | nem ért célba |
| Tomioka Kihei Tadzsima Maszazumi Kató Tadasi Csikanari Tamocu | Csapat      | nem ért célba | nem ért célba |

### Pálya-kerékpározás
| Versenyző                      | Versenyszám   | 1. forduló                                                    | 1. forduló | Vigaszág | Vigaszág | Negyeddöntő            | Negyeddöntő | Vigaszág               | Vigaszág | Elődöntő               | Elődöntő | Vigaszág               | Vigaszág | Döntő                  | Helyezés    |
| Versenyző                      | Versenyszám   | Ellenfelek Győztes idő                                        | Hely.      | Ellenfelek Győztes idő                                                                                                   | Hely.    | Ellenfelek Győztes idő | Hely.       | Ellenfelek Győztes idő | Hely.    | Ellenfelek Győztes idő | Hely.    | Ellenfelek Győztes idő | Hely.    | Ellenfelek Győztes idő | Helyezés    |
| ------------------------------ | ------------- | ------------------------------------------------------------- | ---------- | --- | -------- | ---------------------- | ----------- | ---------------------- | -------- | ---------------------- | -------- | ---------------------- | -------- | ---------------------- | ----------- |
| Tomioka Kihei                  | Egyéni sprint | Antonio Giménez (ARG) · Helge Törn (FIN) · 12,8               | 3.         | Ove Krogh Rants (DEN) · Fritz Siegenthaler (SUI) · Zdeněk Košta (TCH) · 12,3                                             | 4.       | kiesett                | kiesett     | kiesett                | kiesett  | kiesett                | kiesett  | kiesett                | kiesett  | kiesett                | helyezetlen |
| Tomioka Kihei Csikanari Tamocu | Tandem sprint | Franciaország (FRA) · Franck le Normand · Robert Vidal · 10,8 | 2.         | Magyarország (HUN) · Schillerwein István · Furmen Imre · Egyesült Államok (USA) · Frank Brilando · Dick Cortright · 11,3 | 2.       | kiesett                | kiesett     | kiesett                | kiesett  | kiesett                | kiesett  | kiesett                | kiesett  | kiesett                | helyezetlen |

| Versenyző   | Versenyszám     | Eredmény | Helyezés |
| ----------- | --------------- | -------- | -------- |
| Kató Tadasi | 1000 m időfutam | 1:23,2   | 26.      |

| Versenyző                                                     | Versenyszám          | Selejtező | Selejtező | Negyeddöntő  | Negyeddöntő | Elődöntő     | Elődöntő  | Döntő        | Döntő     | Helyezés |
| Versenyző                                                     | Versenyszám          | Idő       | Hely.     | Ellenfél Idő | Saját idő   | Ellenfél Idő | Saját idő | Ellenfél Idő | Saját idő | Helyezés |
| ------------------------------------------------------------- | -------------------- | --------- | --------- | ------------ | ----------- | ------------ | --------- | ------------ | --------- | -------- |
| Tomioka Kihei Kató Tadasi Csikanari Tamocu Tadzsima Maszazumi | Csapat üldözőverseny | 5:13,4    | 19.       | kiesett      | kiesett     | kiesett      | kiesett   | kiesett      | kiesett   | 19.      |

## Lovaglás
Díjugratás
| Versenyző     | Ló     | Versenyszám | 1. kör | 1. kör | 1. kör | 2. kör | 2. kör | 2. kör | Végeredmény | Végeredmény | Végeredmény |
| Versenyző     | Ló     | Versenyszám | Idő    | Bünt.  | Hely.  | Idő    | Bünt.  | Hely.  | Idő         | Bünt.       | Helyezés    |
| ------------- | ------ | ----------- | ------ | ------ | ------ | ------ | ------ | ------ | ----------- | ----------- | ----------- |
| Kitai Tosiaki | Ulysse | Egyéni      | 3:12,4 | 50,00  | 48.    | 1:41,0 | 12     | 25.    | 4:53,4      | 62,00       | 45.         |

## Műugrás
Férfi
| Versenyző     | Versenyszám        | Selejtező | Selejtező | Döntő   | Döntő    |
| Versenyző     | Versenyszám        | Pont      | Helyezés  | Pont    | Helyezés |
| ------------- | ------------------ | --------- | --------- | ------- | -------- |
| Móri Kacuicsi | Egyéni műugrás     | 65,23     | 15.       | kiesett | kiesett  |
| Móri Kacuicsi | Egyéni toronyugrás | 58,65     | 29.       | kiesett | kiesett  |

Női
| Versenyző        | Versenyszám        | Selejtező | Selejtező | Döntő   | Döntő    |
| Versenyző        | Versenyszám        | Pont      | Helyezés  | Pont    | Helyezés |
| ---------------- | ------------------ | --------- | --------- | ------- | -------- |
| Mijamoto Maszami | Egyéni műugrás     | 46,88     | 15.       | kiesett | kiesett  |
| Mijamoto Maszami | Egyéni toronyugrás | 36,24     | 11.       | kiesett | kiesett  |

## Ökölvívás
| Versenyző        | Versenyszám | Selejtező                   | Nyolcaddöntő      | Negyeddöntő       | Elődöntő          | Döntő             | Helyezés |
| Versenyző        | Versenyszám | Ellenfél Eredmény           | Ellenfél Eredmény | Ellenfél Eredmény | Ellenfél Eredmény | Ellenfél Eredmény | Helyezés |
| ---------------- | ----------- | --------------------------- | ----------------- | ----------------- | ----------------- | ----------------- | -------- |
| Nagata Jositaró  | Légsúly     | Mircea Dobrescu (ROU) · 1-2 | kiesett           | kiesett           | kiesett           | kiesett           | 16.      |
| Isimaru Tosihito | Pehelysúly  | Pedro Galasso (BRA) · 0-3   | kiesett           | kiesett           | kiesett           | kiesett           | 17.      |

## Sportlövészet
| Versenyző     | Versenyszám       | Eredmény | Helyezés |
| ------------- | ----------------- | -------- | -------- |
| Inokuma Jukio | Sportpuska, fekvő | 396      | 17.      |

## Súlyemelés
| Versenyző      | Versenyszám | Nyomás                   | Nyomás                   | Szakítás | Szakítás | Lökés    | Lökés    | Összesen | Helyezés |
| Versenyző      | Versenyszám | Eredmény                 | Helyezés                 | Eredmény | Helyezés | Eredmény | Helyezés | Összesen | Helyezés |
| -------------- | ----------- | ------------------------ | ------------------------ | -------- | -------- | -------- | -------- | -------- | -------- |
| Siraisi Iszamu | 56 kg       | érvényes kísérlet nélkül | érvényes kísérlet nélkül | kiesett  | kiesett  | kiesett  | kiesett  | kiesett  | kiesett  |

## Torna
Férfi
| Versenyző                                                             | Versenyszám      | Eredmény | Helyezés |
| --------------------------------------------------------------------- | ---------------- | -------- | -------- |
| Kaneko Akitomo                                                        | Talaj            | 18,55    | 24.**    |
| Kaneko Akitomo                                                        | Ugrás            | 18,55    | 31.***   |
| Kaneko Akitomo                                                        | Korlát           | 19,20    | 10.      |
| Kaneko Akitomo                                                        | Nyújtó           | 18,90    | 19.***   |
| Kaneko Akitomo                                                        | Gyűrű            | 18,85    | 19.**    |
| Kaneko Akitomo                                                        | Lólengés         | 17,25    | 82.*     |
| Kaneko Akitomo                                                        | Egyéni összetett | 111,30   | 21.      |
| Nabeja Tecumi                                                         | Talaj            | 18,75    | 14.***   |
| Nabeja Tecumi                                                         | Ugrás            | 18,65    | 25.**    |
| Nabeja Tecumi                                                         | Korlát           | 18,60    | 31.***   |
| Nabeja Tecumi                                                         | Nyújtó           | 18,90    | 19.***   |
| Nabeja Tecumi                                                         | Gyűrű            | 18,00    | 69.**    |
| Nabeja Tecumi                                                         | Lólengés         | 17,20    | 84.**    |
| Nabeja Tecumi                                                         | Egyéni összetett | 110,10   | 35.*     |
| Ono Takasi                                                            | Talaj            | 19,05    | 4.       |
| Ono Takasi                                                            | Ugrás            | 19,10    | *        |
| Ono Takasi                                                            | Korlát           | 18,60    | 31.***   |
| Ono Takasi                                                            | Nyújtó           | 18,90    | 19.***   |
| Ono Takasi                                                            | Gyűrű            | 18,15    | 63.***   |
| Ono Takasi                                                            | Lólengés         | 18,40    | 31.      |
| Ono Takasi                                                            | Egyéni összetett | 112,20   | 12.      |
| Takemoto Maszao                                                       | Talaj            | 18,85    | 11.**    |
| Takemoto Maszao                                                       | Ugrás            | 19,15    |          |
| Takemoto Maszao                                                       | Korlát           | 17,95    | 71.**    |
| Takemoto Maszao                                                       | Nyújtó           | 18,95    | 17.*     |
| Takemoto Maszao                                                       | Gyűrű            | 19,20    | 6.       |
| Takemoto Maszao                                                       | Lólengés         | 17,55    | 69.***   |
| Takemoto Maszao                                                       | Egyéni összetett | 111,65   | 15.*     |
| Ueszako Tadao                                                         | Talaj            | 19,15    | *        |
| Ueszako Tadao                                                         | Ugrás            | 19,10    | *        |
| Ueszako Tadao                                                         | Korlát           | 18,50    | 38.*     |
| Ueszako Tadao                                                         | Nyújtó           | 18,55    | 35.**    |
| Ueszako Tadao                                                         | Gyűrű            | 18,35    | 50.**    |
| Ueszako Tadao                                                         | Lólengés         | 18,00    | 47.*     |
| Ueszako Tadao                                                         | Egyéni összetett | 111,65   | 15.*     |
| Ono Takasi Ueszako Tadao Takemoto Maszao Kaneko Akitomo Nabeja Tecumi | Csapat összetett | 556,90   | 5.       |

* - egy másik versenyzővel azonos eredményt ért el

** - két másik versenyzővel azonos eredményt ért el

*** - három másik versenyzővel azonos eredményt ért el

## Úszás
Férfi
| Versenyző                                                      | Versenyszám     | Előfutam | Előfutam | Előfutam | Elődöntő | Elődöntő | Elődöntő | Döntő   | Döntő    |
| Versenyző                                                      | Versenyszám     | Idő      | Hely.    | Össz.    | Idő      | Hely.    | Össz.    | Idő     | Helyezés |
| -------------------------------------------------------------- | --------------- | -------- | -------- | -------- | -------- | -------- | -------- | ------- | -------- |
| Gotó Tóru                                                      | 100 m gyors     | 58,3     | 1.       | 8.*      | 58,3     | 3.       | 7.**     | 58,5    | 4.       |
| Hamagucsi Josihiro                                             | 100 m gyors     | 58,0     | 1.       | 3.**     | 58,3     | 3.       | 7.**     | kiesett | kiesett  |
| Szuzuki Hirosi                                                 | 100 m gyors     | 58,0     | 2.       | 3.**     | 58,0     | 2.       | 6.       | 57,4    |          |
| Furuhasi Hironosin                                             | 400 m gyors     | 4:43,3   | 1.       | 3.       | 4:44,2   | 3.       | 8.       | 4:42,1  | 8.       |
| Tanaka Jaszuo                                                  | 400 m gyors     | 4:44,3   | 2.       | 6.       | 4:44,9   | 2.       | 9.       | kiesett | kiesett  |
| Tanaka Josio                                                   | 400 m gyors     | 4:54,0   | 3.       | 21.      | 4:48,0   | 7.       | 14.      | kiesett | kiesett  |
| Aoki Jukijosi                                                  | 1500 m gyors    | 19:27,0  | 3.       | 16.      |          |          |          | kiesett | kiesett  |
| Hasizume Siró                                                  | 1500 m gyors    | 18:34,0  | 1.       | 1.       |          |          |          | 18:41,4 |          |
| Kitamura Jaszuo                                                | 1500 m gyors    | 19:10,3  | 3.       | 8.       |          |          |          | 19:00,4 | 6.       |
| Hirajama Nobujaszu                                             | 200 m mell      | 2:41,5   | 3.       | 12.      | 2:39,1   | 3.       | 7.*      | 2:37,4  | 4.       |
| Kadzsikava Takajosi                                            | 200 m mell      | 2:39,6   | 3.       | 5.*      | 2:37,3   | 2.       | 3.       | 2:38,6  | 5.       |
| Nagaszava Dzsiró                                               | 200 m mell      | 2:40,4   | 2.       | 8.       | 2:39,0   | 4.       | 6.       | 2:39,1  | 6.       |
| Kurahasi Norihiko                                              | 100 m hát       | 1:10,7   | 5.       | 24.*     | kiesett  | kiesett  | kiesett  | kiesett | kiesett  |
| Nisino Jaszumaszu                                              | 100 m hát       | 1:10,1   | 2.       | 19.      | kiesett  | kiesett  | kiesett  | kiesett | kiesett  |
| Szuzuki Hirosi Hamagucsi Josihiro Gotó Tóru Tanikava Teidzsiró | 4 × 200 m gyors | 8:42,1   | 1.       | 1.       |          |          |          | 8:33,5  |          |

| Versenyző          | Versenyszám | Szétúszás a döntőért | Szétúszás a döntőért |
| Versenyző          | Versenyszám | Idő                  | Helyezés             |
| ------------------ | ----------- | -------------------- | -------------------- |
| Gotó Tóru          | 100 m gyors | 58,5                 | 1.                   |
| Hamagucsi Josihiro | 100 m gyors | 59,1                 | 3.                   |

Női
| Versenyző                                                      | Versenyszám     | Előfutam | Előfutam | Előfutam | Elődöntő | Elődöntő | Elődöntő | Döntő   | Döntő    |
| Versenyző                                                      | Versenyszám     | Idő      | Hely.    | Össz.    | Idő      | Hely.    | Össz.    | Idő     | Helyezés |
| -------------------------------------------------------------- | --------------- | -------- | -------- | -------- | -------- | -------- | -------- | ------- | -------- |
| Mijabe Sizue                                                   | 100 m gyors     | 1:16,6   | 7.       | 37.      | kiesett  | kiesett  | kiesett  | kiesett | kiesett  |
| Szakagucsi Fumiko                                              | 100 m gyors     | 1:14,6   | 5.       | 35.      | kiesett  | kiesett  | kiesett  | kiesett | kiesett  |
| Jamasita Szadako                                               | 100 m gyors     | 1:13,2   | 6.       | 30.*     | kiesett  | kiesett  | kiesett  | kiesett | kiesett  |
| Jamasita Szadako                                               | 400 m gyors     | 5:48,4   | 7.       | 28.      | kiesett  | kiesett  | kiesett  | kiesett | kiesett  |
| Tamura Miszako                                                 | 400 m gyors     | 5:59,0   | 7.       | 33.      | kiesett  | kiesett  | kiesett  | kiesett | kiesett  |
| Aoki Maszajo                                                   | 200 m mell      | 3:05,6   | 5.       | 17.      | kiesett  | kiesett  | kiesett  | kiesett | kiesett  |
| Szakamoto Kazuko                                               | 200 m mell      | 3:02,7   | 3.       | 10.*     | 3:04,2   | 7.       | 14.      | kiesett | kiesett  |
| Óisi Jaszuko Szakagucsi Fumiko Tamura Miszako Jamasita Szadako | 4 × 100 m gyors | 4:54,0   | 6.       | 10.      |          |          |          | kiesett | kiesett  |

* - egy másik versenyzővel azonos időt ért el

** - két másik versenyzővel azonos időt ért el

## Vitorlázás
| Versenyző         | Versenyszám | Futam | Futam | Futam | Futam | Futam | Futam | Futam | Pontszám | Helyezés |
| Versenyző         | Versenyszám | 1     | 2     | 3     | 4     | 5     | 6     | 7     | Pontszám | Helyezés |
| ----------------- | ----------- | ----- | ----- | ----- | ----- | ----- | ----- | ----- | -------- | -------- |
| Kaitoku Keidzsiró | Finn dingi  | 186   | 247   | DNF   | DNF   | 206   | 186   | DNF   | 825      | 27.      |

DNF - nem ért célba

## Vívás
Férfi
| Versenyző    | Versenyszám       | 1. forduló | 1. forduló | 2. forduló          | 2. forduló | Elődöntő            | Elődöntő | Döntő               | Döntő   |
| Versenyző    | Versenyszám       | Ellenfelek Eredmény | Hely.      | Ellenfelek Eredmény | Hely.      | Ellenfelek Eredmény | Hely.    | Ellenfelek Eredmény | Hely.   |
| ------------ | ----------------- | --- | ---------- | ------------------- | ---------- | ------------------- | -------- | ------------------- | ------- |
| Maki Sinicsi | Tőr, egyéni       | André Verhalle (BEL) · René Paul (GBR) · Jerzy Twardokens (POL) · Fulvio Galimi (ARG) · Kurt Wahl (GER) · Rubén Soberón (GUA) · 2-4 (27)                               | 6.         | kiesett             | kiesett    | kiesett             | kiesett  | kiesett             | kiesett |
| Maki Sinicsi | Párbajtőr, egyéni | Berzsenyi Barnabás (HUN) · Rolf Wiik (FIN) · Benito Ramos (MEX) · René Bougnol (FRA) · Juan Camous (VEN) · Alfred Skrobisch (USA) · Erwin Kroggel (GER) · 1-6 (20)     | 8.         | kiesett             | kiesett    | kiesett             | kiesett  | kiesett             | kiesett |
| Maki Sinicsi | Kard, egyéni      | Palle Frey (DEN) · Otto Greter (SUI) · Lev Kuznetsov (URS) · Fathallah Abdel Rahman (EGY) · Bo Eriksson (SWE) · Álvaro Silva (POR) · Olgierd Porebski (GBR) · 0-6 (30) | 7.         | kiesett             | kiesett    | kiesett             | kiesett  | kiesett             | kiesett |